# 軟性下疳
軟性下疳（英文：Chancroid）是一种由杜克來氏嗜血桿菌引起的性病，其特征是生殖器疼痛。已知软性下疳仅通过性接触即可传播。尽管在西方世界并不常见，但软性下疳是全世界生殖器溃疡的最常见病因。

## 傳染方式
- 不安全性行為；接觸到體液

## 症狀
该病仅有局部水泡及潰瘍，不會擴散至全身。
男性陰莖、女性陰道壁或子宮頸附近產生水泡，後形成潰瘍，觸壓時會感到疼痛。但是部分女性可能無症狀。病灶有如下特征：
- 尺寸从3到50毫米不等
- 有痛感
- 边缘清晰且溃烂
- 边缘不规则或参差不齐
- 覆盖有灰色或淡黄色物质
- 受伤或刮擦易导致出血
- 30%至60%的患者会出现有痛感的淋巴结肿大
- 排尿困难（排尿疼痛）和性交困难（性交疼痛）

大约一半的男性感染者只有一个溃疡，而女性经常有四个或四个以上溃疡，但症状较少。
最初的溃疡可能被误认为是原发性梅毒的典型“硬性下疳”。
大约三分之一的感染个体会发展出腹股沟淋巴结肿大，腹股沟淋巴结位于小腿和小腹之间的褶皱处。
腹股沟淋巴结肿大的人中，有一半会发展到淋巴结穿过皮肤破裂，产生引流性脓肿的程度。

### 併發症
- 大腿內側根部的淋巴腺會紅腫、化膿，甚至導致發燒、步行困難。
- 可能发展为广泛性腺炎。
- 镰刀菌和拟杆菌共感染，后续需要进行清创术，并可能导致疤痕形变。
- 包茎疤痕和包皮增厚可在长期病变中形成包茎，随后可能需要进行包皮环切术。

## 病因
软性下疳是细菌性革兰氏阴性链球菌嗜血杆菌引起的细菌感染。这是一种主要在发展中国家发现的疾病，与商业性工作者相关，在低社会经济群体中最普遍。
在美国，由杜克來氏嗜血桿菌引起的软性下疳很少与生殖器溃疡疾病相关，但在孟菲斯和芝加哥的性病诊所诊断出的生殖器溃疡中，高达10％的病例中分离出了这种分离物。
尽管已观察到该病与可卡因的使用和卖淫有关，但大多数被诊断为软性下疳的人都曾到该病经常发生的国家或地区去过。
软性下疳在生物学上促进了HIV的传播，是感染HIV的危险因素之一，因为其病原体间有生态联系，且有共同的暴露风险。大约10％的软性下疳患者会同时感染梅毒和/或HIV。

## 治療
抗生素大环内酯类药物通常用于治疗软性下疳。 美国疾病控制与预防中心的建议是单次口服阿奇霉素（1克），头孢曲松单次IM剂量（250毫克），红霉素一次（三天一次）口服（500毫克），连续7天，或环丙沙星口服（500毫克） 每天两次，共三天。大环内酯类药物与任何其他抗生素之间在软性下疳的治愈方面可能几乎没有差异，并且不良反应的风险非常不确定。
数据有限，但已有关于环丙沙星和红霉素耐药的报道。治疗手段可能包括不止一种处方药。
庆大霉素，链霉素和卡那霉素等氨基糖苷类药物已成功用于治疗软性下疳，但在实验室和临床环境中都观察到了杜氏嗜血杆菌的氨基糖苷抗性菌株。使用氨基糖苷类药物的治疗方法应仅作为初级治疗的补充。
孕妇和哺乳期妇女，或18岁以下的男女患者，均不得使用环丙沙星治疗软性下疳。HIV合并感染可能导致治疗失败，有时需要延长治疗时间。

## 病程
潛伏期1~8天，最多兩週。

## 外部連結
- 藥學共筆-軟性下疳
- 醫學快紀-軟性下疳
- 中文世界大典-軟性下疳 （页面存档备份，存于）